# Гладкоголові
Гладкоголові (Alepocephalidae) — родина морських риб ряду Гладкоголовоподібні (Alepocephaliformes).

## Опис
Родина включає досить різноманітних по зовнішньому вигляду риб, що утворюють, проте, цілком природну групу. Зазвичай вони мають злегка стисле з боків подовжене тіло, великі очі, відставлені назад і супротивні спинний і анальний плавці, коротке рило і досить великий рот, озброєний дуже дрібними і слабкими зубами. Деякі гладкоголов значно відступають від цього плану будови: у трубконоса (Aulostomatophora phosphorops), наприклад, рило витягнуте в довгу трубку, а рот дуже малий.
Тіло цих риб покрите тонкою циклоїдною лускою або зовсім голе, на голові (відповідно до їх назви) луски ніколи не буває. Вони мають темно-сірий, коричневий або майже чорний тулуб, причому забарвлення спини і черева ніяк не розрізняється по відтінку; голова зазвичай забарвлена в темніший колір. Деякі з гладкоголовових мають залози, що світяться — у фотостила (Photostylus pycnopterus), приміром, на голові і тілі розсіяні численні фотофори, що сидять на коротких стеблинках.

## Спосіб життя
Родина включає 16 родів і належить до найменш вивчених відносно способу життя і екології груп морських риб. Усі гладкоголовові мешкають на великій глибині (300-6000 м) і, мабуть, утворюють зграї. Вони належать до пелагічної фауни, але тримаються придонних шарів вод, що омивають схил материкової мілини (шельфу), і майже не попадаються у відкритому океані. Родина представлена в усіх океанах (немає його представників тільки в Арктиці й Антарктиці), але окремі види мають невеликі області поширення.
Гладкоголов каліфорнійський (Alepocephalus tenebrosus), досить звичайний в північно-східній частині Тихого океану, як і інші види родини, в дорослому стані тримається поблизу дна на великій глибині. Його молодь ловиться, втім, і в товщі води. Ця риба живиться дрібними ракоподібними. Вона досягає довжини понад 60 см і ваги близько 1,5 кг.

## Значення
Гладкоголовові не мають доки промислового значення, але можливо, що освоєння ресурсів материкового схилу в найбільш продуктивних районах океану дозволить добувати їх в промисловій кількості. Біля берегів Чилі, наприклад, багато гладкоголова чилійського (Binghamichthys aphos) потрапляє навіть в невеликі різноглибинні трали, використовувані для збору наукових колекцій. Багато великих гладкоголовових ловиться в північно-західній Атлантиці на глибині 600—800 м.